# 圣莱热莱多马尔
圣莱热莱多马尔（法語：Saint-Léger-lès-Domart，法語發音：[sɛ̃ leʒe lɛ dɔmaʁ]，意为“多马尔附近的圣莱热”）是法国上法蘭西大區索姆省的一个市镇，属于亚眠区。

## 地理
圣莱热莱多马尔（50°2'57"N, 2°8'15"E）面积7.05 平方千米，位于法国上法蘭西大區索姆省，该省份为法国北部沿海省份，北起加来海峡省和北部省，西接滨海塞纳省和大西洋英吉利海峡，南至瓦兹省，东临埃纳省。
与圣莱热莱多马尔接壤的市镇（或旧市镇、城区）包括：贝尔讷伊、贝尔托库尔莱达姆、多马昂蓬蒂约、佩尔努瓦、圣旺、叙尔康、维尔勒马尔克莱。
圣莱热莱多马尔的时区为UTC+01:00、UTC+02:00（夏令时）。

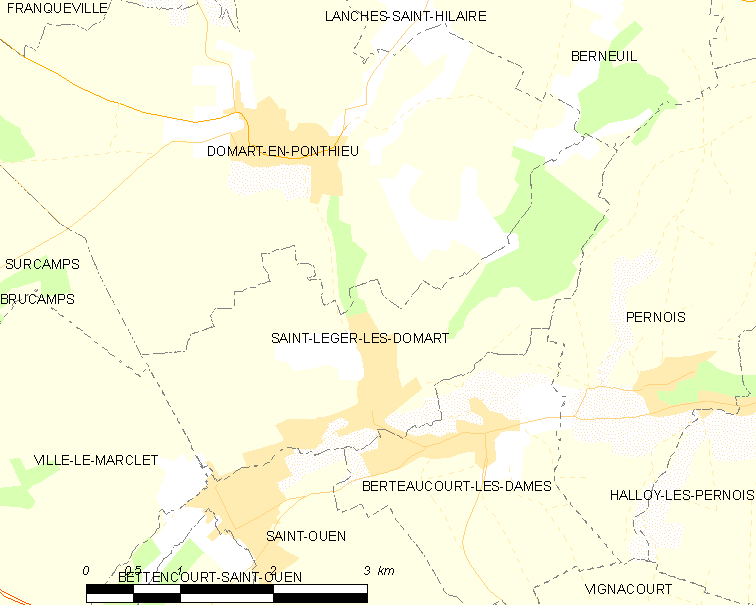
圣莱热莱多马尔的OSM定位图

## 行政
圣莱热莱多马尔的邮政编码为80780，INSEE市镇编码为80706。

## 政治
圣莱热莱多马尔所属的省级选区为弗利克斯库尔县。

## 人口

1962-2008年间圣莱热莱多马尔人口变化图示

圣莱热莱多马尔于2022年1月1日时的人口数量为1813人。